# Японія на літніх Олімпійських іграх 2012
Японія на літніх Олімпійських іграх 2012 була представлена 293 спортсменами у двадцяти чотирьох видах спорту.

## Медалісти
| Медаль | Спортсмен | Вид спорту           | Дисципліна                                     | Дата      |
| ------ | --- | -------------------- | ---------------------------------------------- | --------- |
| Золото | Мацумото Каорі | Дзюдо                | Жінки, до 57 кг                                | 30 липня  |
| Золото | Утімура Кохей | Спортивна гімнастика | Чоловіки, абсолютна першість                   | 1 серпня  |
| Золото | Обара Хітомі | Боротьба             | Жінки, до 48 кг                                | 8 серпня  |
| Золото | Ітьо Каорі | Боротьба             | Жінки, до 63 кг                                | 8 серпня  |
| Золото | Йосіда Саорі | Боротьба             | Жінки, до 55 кг                                | 9 серпня  |
| Золото | Мурата Рьота | Бокс                 | Чоловіки, до 75 кг                             | 11 серпня |
| Золото | Йонеміцу Тацухіро | Боротьба             | Чоловіки, до 66 кг, вільна боротьба            | 12 серпня |
| Срібло | Хіраока Хіроакі | Дзюдо                | Чоловіки, до 60 кг                             | 28 липня  |
| Срібло | Міяке Хіромі | Важка атлетика       | Жінки, до 48 кг                                | 28 липня  |
| Срібло | Накая Рікі | Дзюдо                | Чоловіки, до 73 кг                             | 30 липня  |
| Срібло | Японія Рьохей Като Кадзухіто Танака Юсуке Танака Кохей Утімура Кодзі Ямамуро | Спортивна гімнастика | Чоловіки, командна першість                    | 29 липня  |
| Срібло | Судзукі Сатомі | Плавання             | Жінки, 200 м, брас                             | 2 серпня  |
| Срібло | Іріє Рьосуке | Плавання             | Чоловіки, 200 м, на спині                      | 2 серпня  |
| Срібло | Фурукава Такахару | Стрільба з лука      | Чоловіки, індивідуальна першість               | 3 серпня  |
| Срібло | Суґімото Міка | Дзюдо                | Жінки, понад 78 кг                             | 3 серпня  |
| Срібло | Японія Рьосуке Іріе Кітаджіма Косуке Такесі Мацуда Такуро Фудзії | Плавання             | Чоловіки, 4 × 100 метрів комбінована, естафети | 4 серпня  |
| Срібло | Фудзії Мідзукі Какіїва Рейка | бадмінтон            | Жінки, парний розряд                           | 4 серпня  |
| Срібло | Утімура Кохей | Спортивна гімнастика | Чоловіки, вільні вправи                        | 5 серпня  |
| Срібло | Японія Авадзі Сугуру Тіда Кента Міяке Рьо Ота Юкі | Фехтування           | Чоловіки, рапіра серед команд                  | 5 серпня  |
| Срібло | Ішікава Касумі Фукухара Ай Хірано Саяка | Настільний теніс     | Жінки, командний розряд                        | 7 серпня  |
| Срібло | Жіноча збірна Японії з футболу Фукумото Міхо Кінґа Юкарі Івасімідзу Адзуса Кумаґай Сакі Самесіма Ая Сакаґуті Мідзухо Андо Кодзуе Міяма Ая (капітан) Кавасумі Нахомі Сава Хомаре Оно Сінобу Яно Кьоко Маруяма Каріна Танака Асуна Такасе Меґумі Івабуті Мана Оґімі Юкі Кайхорі Аюмі | Футбол               | Жінки                                          | 9 серпня  |
| Бронза | Хаґіно Косуке | Плавання             | Чоловіки, 400 м, комплексне плавання           | 28 липня  |
| Бронза | Ебінума Масаші | Дзюдо                | Чоловіки, до 66 кг                             | 29 липня  |
| Бронза | Японія Каванака Каорі Хаякава Рен Каніє Мікі | Стрільба з лука      | Жінки, командна першість                       | 29 липня  |
| Бронза | Теракава Ая | Плавання             | Жінки, 100 м, на спині                         | 30 липня  |
| Бронза | Іріє Рьосуке | Плавання             | Чоловіки, 100 м, на спині                      | 30 липня  |
| Бронза | Судзукі Сатомі | Плавання             | Жінки, 100 м, брас                             | 30 липня  |
| Бронза | Уено Йошіє | Дзюдо                | Жінки, до 63 кг                                | 31 липня  |
| Бронза | Мацуда Такеші | Плавання             | Чоловіки, 200 м, батерфляй                     | 31 липня  |
| Бронза | Нішіяма Масаші | Дзюдо                | Чоловіки, до 90 кг                             | 1 серпня  |
| Бронза | Татеїші Рьо | Плавання             | Чоловіки, 200 м, брас                          | 1 серпня  |
| Бронза | Хосі Нацумі | Плавання             | Жінки, 200 м, батерфляй                        | 1 серпня  |
| Бронза | Ая Теракава Сатомі Судзукі Юка Като Харука Уеда | Плавання             | Комбінована естафета 4 × 100 метрів, жінки     | 4 серпня  |
| Бронза | Мурофусі Кодзі | Легка атлетика       | Чоловіки, метання молота                       | 5 серпня  |
| Бронза | Мацумото Рютаро | Боротьба             | Чоловіки, до 60 кг, греко-римська боротьба     | 6 серпня  |
| Бронза | Шімідзу Сатоші | Бокс                 | Чоловіки, до 56 кг                             | 10 серпня |
| Бронза | Юмото Шін'їчі | боротьба             | Чоловіки, до 55 кг, вільна боротьба            | 10 серпня |
| Бронза | Японія Еріка Аракі Хітомі Накаміті Каорі Іноуе Майко Кано Саорі Кімура Ай Отомо Саорі Сакода Юко Сано Ріса Сіннабе Йосіє Такесіта Май Ямагуті Юкіко Ебата | Волейбол             | Жінки                                          | 11 серпня |

## Академічне веслування
Чоловіки
| Спортсмени                   | Дисципліна               | Відбіркові заїзди | Відбіркові заїзди | Втішний заїзд | Втішний заїзд | Чвертьфінали | Чвертьфінали | Півфінали | Півфінали | Фінал   | Фінал |
| Спортсмени                   | Дисципліна               | Час               | Місце             | Час           | Місце         | Час          | Місце        | Час       | Місце     | Час     | Місце |
| ---------------------------- | ------------------------ | ----------------- | ----------------- | ------------- | ------------- | ------------ | ------------ | --------- | --------- | ------- | ----- |
| Кадзусіге Ура Дайсаку Такеда | Парні двійки, легка вага | 6:54.01           | 5                 | 6:39.81       | 2             | Н/Д          | Н/Д          | 6:48.61   | 6         | 6:48.27 | 12    |

Жінки
| Спортсмени                   | Дисципліна               | Відбіркові заїзди | Відбіркові заїзди | Втішний заїзд | Втішний заїзд | Чвертьфінали | Чвертьфінали | Півфінали | Півфінали | Фінал   | Фінал |
| Спортсмени                   | Дисципліна               | Час               | Місце             | Час           | Місце         | Час          | Місце        | Час       | Місце     | Час     | Місце |
| ---------------------------- | ------------------------ | ----------------- | ----------------- | ------------- | ------------- | ------------ | ------------ | --------- | --------- | ------- | ----- |
| Харуна Сакакібара            | Одиночки                 | 7:52.98           | 5                 | Н/Д           | Н/Д           | 8:12.26      | 5            | 8:05.65   | 5         | 8:42.90 | 23    |
| Ацумі Фукумото Акіко Івамото | Парні двійки, легка вага | 7:30.29           | 3                 | 7:23.79       | 2             | Н/Д          | Н/Д          | 7:34.23   | 6         | 7:32.12 | 12    |